# USS Norman Scott (DD-690)
USS Norman Scott (DD-690) là một tàu khu trục lớp Fletcher được Hải quân Hoa Kỳ chế tạo trong Chiến tranh Thế giới thứ hai. Nó là chiếc tàu chiến duy nhất của Hải quân Mỹ được đặt theo tên Chuẩn đô đốc Norman Scott (1889-1942), người tử trận trong trận Hải chiến Guadalcanal và được truy tặng Huân chương Danh dự. Nó đã hoạt động cho đến hết Thế Chiến II, xuất biên chế năm 1946, rồi xuất đăng bạ và bị bán để tháo dỡ năm 1973. Norman Scott được tặng thưởng bảy Ngôi sao Chiến trận do thành tích phục vụ trong Thế Chiến II.

## Thiết kế và chế tạo
Norman Scott được đặt lườn tại xưởng tàu của hãng Bath Iron Works ở Bath, Maine vào ngày 26 tháng 4 năm 1943. Nó được hạ thủy vào ngày 28 tháng 8 năm 1943; được đỡ đầu bởi bà Norman Scott, vợ góa Chuẩn đô đốc Scott, và nhập biên chế vào ngày 5 tháng 11 năm 1943 dưới quyền chỉ huy của Trung tá Hải quân Seymour D. Owens.

## Lịch sử hoạt động

### 1944
Norman Scott rời Xưởng hải quân Boston vào ngày 14 tháng 1 năm 1944 để hộ tống cho tàu tuần dương hạng nặng Canberra (CA-70) đi Trân Châu Cảng, đến nơi vào ngày 1 tháng 2. Nó lập tức tham gia Chiến dịch quần đảo Gilbert và Marshall, tháp tùng tàu sân bay hộ tống Gambier Bay (CVE-73) đi đến Majuro vừa chiếm được, rồi quay trở lại Trân Châu Cảng để chuẩn bị tham gia Chiến dịch quần đảo Mariana và Palau, nơi nó hộ tống các tàu chiến bắn phá hạng nặng cũng như tiến hành các nhiệm vụ hỗ trợ hỏa lực của chính nó trong Trận Saipan vào ngày 15 tháng 6 và Trận Tinian tiếp theo.
Đang khi bắn phá Tinian trong cuộc tấn công vào ngày 24 tháng 7, thiết giáp hạmColorado (BB-45) bị những khẩu đội pháo bờ biển đối phương ngắm bắn, và Norman Scott đã cơ động để thu hút hỏa lực đối phương khỏi Colorado. Nó bị bắn trúng sáu phát chỉ trong vòng vài giây, khiến Trung tá hạm trưởng Seymour Owens thiệt mạng cùng 22 người khác và 57 người bị thương. Con tàu được sửa chữa tạm thời tại Saipan trước khi lên đường vào ngày 28 tháng 7 để đi Trân Châu Cảng và sau đó là Xưởng hải quân Mare Island. Công việc sửa chữa hoàn tất vào ngày 21 tháng 10.

### 1945
Norman Scott huấn luyện thủ thủ đoàn mới tại vùng biển quần đảo Hawaii, rồi lên đường đi Manus, nơi nó hộ tống các đoàn tàu vận tải đi từ Manus đến Philippines cho đến ngày 9 tháng 2 năm 1945. Nó sau đó gia nhập lực lượng đặc nhiệm tàu sân bay nhanh, tức Lực lượng Đặc nhiệm 38 trực thuộc Đệ Tam hạm đội hay Lực lượng Đặc nhiệm 58 trực thuộc Đệ Ngũ hạm đội, và đã tham gia các trận Iwo Jima và trận Okinawa cũng như tiếp cận các đảo chính quốc Nhật Bản. Vào ngày 15 tháng 7, nó cùng các tàu khu trục Remey (DD-688) và McGowan (DD-678) tham gia cùng các thiết giáp hạm Missouri (BB-63), Wisconsin (BB-64) và Iowa (BB-61) bắn phá thành phố cảng Muroran.
Sau khi Nhật Bản đầu hàng kết thúc cuộc xung đột, Norman Scott hỗ trợ cho việc chiếm đóng Căn cứ hải quân Yokosuka, rồi quay trở lại Okinawa một thời gian ngắn trước khi lên đường quay trở về vùng bờ Tây, có mặt tại Tacoma, Washington nhân ngày Hải quân 27 tháng 10. Nó hoạt động từ San Francisco cho đến ngày 30 tháng 4 năm 1946, khi được cho xuất biên chế, đưa về thành phần dự bị tại San Diego, rồi chuyển đến Mare Island vào năm 1947. Tên nó được cho rút khỏi danh sách Đăng bạ Hải quân vào ngày 15 tháng 4 năm 1973, và nó bị bán để tháo dỡ vào ngày 3 tháng 12 năm 1973.

## Phần thưởng
Norman Scott được tặng thưởng bảy Ngôi sao Chiến trận do thành tích phục vụ trong Thế Chiến II.